# ملا فاطمه
ملا فاطمه از نقالان، خنیاگران و تن‌فروشان دوره زندیه بود که به صورت گزیده به فعالیت می‌پرداخت. مشهور است که دارای زیایی چهره چندانی نبود بیش به خاطر دانش و ذوق و ظرافت مورد توجه بوده‌است. محمد هاشم آصف، نویسنده رستم‌التواریخ این گونه ملافاطمه را وصف می‌کند:
" زنی بود میان بالا و سیاه‌چرده و لیمو پستان و باریک بینی و باریک میان و شوخ چشم و هلال ابرو و مشکین مو، در نغمه‌پردازی و خوش‌آوازی رشک بلبلان گلستانی و در رقاصی، غیرت طاوسان بستانی و بسیار نیکومنش و خوشخو بود و به قدر بیست‌هزار بیت از منتخبات اشعار شعرای قدیم و جدید به یادداشت که در هر مجلسی به مناسبت و به موافقت آواز دف و نالهٔ نی و نغمهٔ چنگ و بربط و صدای عود و سرود و رباب می‌خواند. "
همین مؤلف در جایی دیگر مثال‌هایی چند از ظرافت نقل کرده‌است:
"شبی یکی از دوستانش (ملافاطمه) به نام جانی‌خان قشقایی، علی‌رغم ملافاطمه، زنی دیگری را به خانهٔ خود خوانده و به سرود و خوانندگی پرداخت بود؛ اتفاقاً ملافاطمه از پشت آن دیوار عبور می‌کرد و آن صدای ناموزون را شنید و بلافاصله با آواز خوش این بیت را خواند:
آیا به بلبلان چه رسیده، کنون، که زاغ

بر شاخ گل نشسته و فریاد می‌کند "